# Varennes-sur-Seine
Varennes-sur-Seine és un municipi francès, situat al departament de Sena i Marne i a la regió de Illa de França. L'any 2007 tenia 3.170 habitants.
Forma part del cantó de Montereau-Fault-Yonne, del districte de Provins i de la Comunitat de comunes del Pays de Montereau.

## Demografia

### Població
El 2007 la població de fet de Varennes-sur-Seine era de 3.170 persones. Hi havia 1.302 famílies, de les quals 353 eren unipersonals (154 homes vivint sols i 199 dones vivint soles), 392 parelles sense fills, 440 parelles amb fills i 117 famílies monoparentals amb fills.
La població ha evolucionat segons el següent gràfic:
Habitants censats

### Habitatges
El 2007 hi havia 1.387 habitatges, 1.310 eren l'habitatge principal de la família, 14 eren segones residències i 62 estaven desocupats. 966 eren cases i 405 eren apartaments. Dels 1.310 habitatges principals, 793 estaven ocupats pels seus propietaris, 491 estaven llogats i ocupats pels llogaters i 25 estaven cedits a títol gratuït; 9 tenien una cambra, 81 en tenien dues, 381 en tenien tres, 451 en tenien quatre i 388 en tenien cinc o més. 875 habitatges disposaven pel capbaix d'una plaça de pàrquing. A 745 habitatges hi havia un automòbil i a 369 n'hi havia dos o més.

### Piràmide de població
La piràmide de població per edats i sexe el 2009 era:
| Homes | Edats   | Dones |
| ----- | ------- | ----- |
| 0     | 95 o +  | 1     |
| 3     | 90 a 94 | 15    |
| 13    | 85 a 89 | 27    |
| 22    | 80 a 84 | 31    |
| 63    | 75 a 79 | 70    |
| 67    | 70 a 74 | 103   |
| 73    | 65 a 69 | 105   |
| 111   | 60 a 64 | 89    |
| 61    | 55 a 59 | 98    |
| 99    | 50 a 54 | 102   |
| 98    | 45 a 49 | 98    |
| 123   | 40 a 44 | 109   |
| 111   | 35 a 39 | 130   |
| 94    | 30 a 34 | 94    |
| 113   | 25 a 29 | 94    |
| 82    | 20 a 24 | 81    |
| 95    | 15 a 19 | 120   |
| 103   | 10 a 14 | 99    |
| 76    | 5 a 9   | 86    |
| 73    | 0 a 4   | 85    |

## Economia
El 2007 la població en edat de treballar era de 1.932 persones, 1.353 eren actives i 579 eren inactives. De les 1.353 persones actives 1.186 estaven ocupades (624 homes i 562 dones) i 167 estaven aturades (75 homes i 92 dones). De les 579 persones inactives 186 estaven jubilades, 200 estaven estudiant i 193 estaven classificades com a «altres inactius».

### Ingressos
El 2009 a Varennes-sur-Seine hi havia 1.353 unitats fiscals que integraven 3.398,5 persones, la mediana anual d'ingressos fiscals per persona era de 17.515 €.

### Activitats econòmiques
Dels 112 establiments que hi havia el 2007, 1 era d'una empresa extractiva, 1 d'una empresa alimentària, 1 d'una empresa de fabricació de material elèctric, 2 d'empreses de fabricació d'altres productes industrials, 15 d'empreses de construcció, 42 d'empreses de comerç i reparació d'automòbils, 5 d'empreses de transport, 6 d'empreses d'hostatgeria i restauració, 4 d'empreses d'informació i comunicació, 2 d'empreses financeres, 5 d'empreses immobiliàries, 9 d'empreses de serveis, 11 d'entitats de l'administració pública i 8 d'empreses classificades com a «altres activitats de serveis».
Dels 43 establiments de servei als particulars que hi havia el 2009, 1 era una oficina de correu, 12 tallers de reparació d'automòbils i de material agrícola, 1 taller d'inspecció tècnica de vehicles, 1 autoescola, 7 paletes, 4 fusteries, 2 lampisteries, 3 electricistes, 5 perruqueries, 1 veterinari, 3 restaurants i 3 agències immobiliàries.
Dels 9 establiments comercials que hi havia el 2009, 2 eren supermercats, 1 una botiga de menys de 120 m², 2 carnisseries, 1 una carnisseria i 3 botigues de mobles.
L'any 2000 a Varennes-sur-Seine hi havia 7 explotacions agrícoles.

## Equipaments sanitaris i escolars
Els 2 equipaments sanitaris que hi havia el 2009 eren farmàcies.
El 2009 hi havia 1 escola maternal i 1 escola elemental. A Varennes-sur-Seine hi havia 1 col·legi d'educació secundària i 1 liceu tecnològic. Als col·legis d'educació secundària hi havia 414 alumnes i als liceus tecnològics 278.

## Poblacions més properes
El següent diagrama mostra les poblacions més properes.